# Catas Altas da Noruega
Catas Altas da Noruega is een gemeente in de Braziliaanse deelstaat Minas Gerais. De gemeente telt 3.573 inwoners (schatting 2009).

## Aangrenzende gemeenten
De gemeente grenst aan Itaverava, Lamim, Ouro Preto en Piranga.

## Verkeer en vervoer
De plaats ligt aan de wegen BR-482 en MG-132.